# Huguette Tourangeau

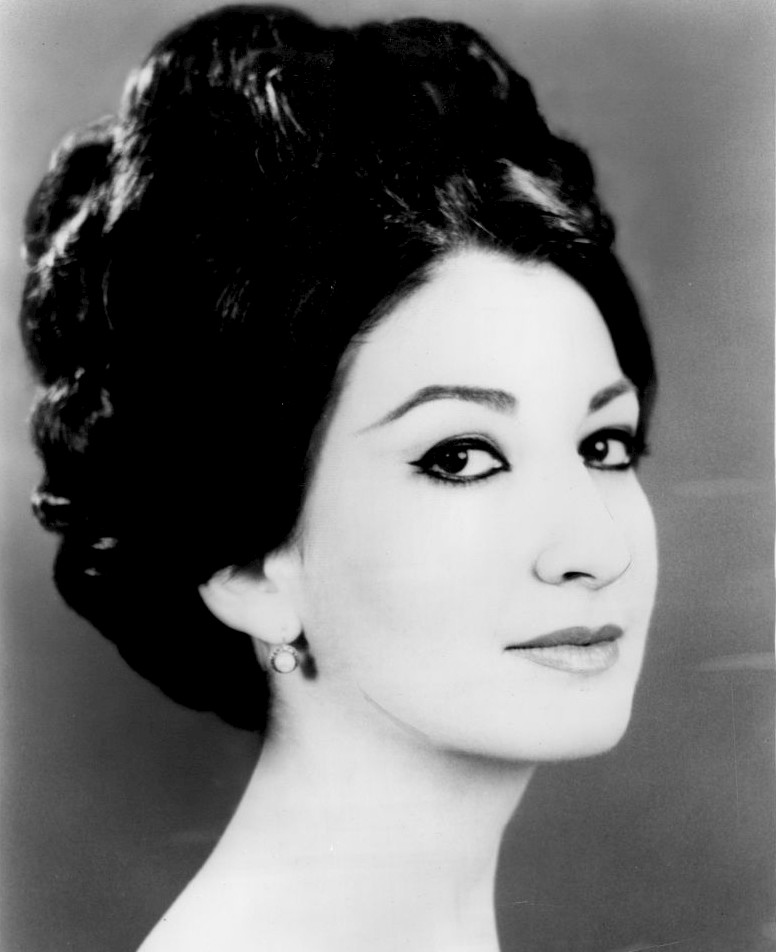
Huguette Tourangeau 1970

Marie Jeannine Huguette Tourangeau (Montréal, 12 augustus 1938 - 21 april 2018) was een Canadese Franstalige mezzosopraan, die zich vooral richtte op het Franse en Italiaanse operarepertoire.

## Leven en carrière
Huguette Tourangeau werd geboren in Montréal en studeerde af in pedagogie en piano aan het Montreal Marguerite-Bourgeoys College, voordat ze naar het Conservatoire de Musique du Québec à Montréal ging waar ze leerlinge werd van Ruzena Herlinger (zang), Otto-Werner Mueller (repertoire) en Roy Royal (declamatie). In 1962 was ze solist in Monteverdi's Vespro della Beata Vergine in Montreal, waar ze in 1964 onder Zubin Mehta ook haar operadebuut maakte als Mercédès in Carmen.
Ook won ze in 1964 de Metropolitan Opera National Council Auditions. Datzelfde jaar zong ze Cherubino in Le nozze di Figaro tijdens het Stratford Festival onder Richard Bonynge. Tijdens het seizoen 1965-1966 verscheen ze als Carmen in 56 steden in Noord-Amerika met de Metropolitan National Company. Rond die tijd begon ze ook een partnerschap met Joan Sutherland en Richard Bonynge, zowel op het toneel als op de plaat. In Seattle was ze te horen als Malika in Lakmé, in Londen als Urbain in Les Huguenots, en in San Francisco als Elisabetta in Maria Stuarda, Adalgisa in Norma en Orlovsky in Die Fledermaus.
In 1967 en 1968 verscheen ze als Carmen aan de New York City Opera. In 1973 maakt ze haar debuut aan de Metropolitan Opera in New York als Niklausse in Les contes d'Hoffmann, met Plácido Domingo in de titelrol. Later zong ze daar Dorabella in Così fan tutte, Cherubino in Le nozze di Figaro (naast Justino Diaz en Judith Blegen), en Parséïs in Esclarmonde (naast Sutherland).
In 1973 verscheen Toureangeau in Christopher Nupen's film Carmen: the Dream and the Destiny, een documentaire over een productie van de opera (geregisseerd door Regina Resnik) waarin Plácido Domingo Don José zingt tegenover haar Carmen. In 1978 was ze aan de Met te zien als Zerlina in Don Giovanni; het zou haar laatste rol in dat operahuis worden. Na een Werther in 1980 in Lyon zei Tourangeau het theater vaarwel.
Andere opmerkelijke rollen waren Bertario in Rodelinda, Arsace in Semiramide (Holland Festival), Mignon en Kaled in Le roi de Lahore.
Tourangeau blonk uit in zowel lichte als dramatische rollen, en bezat een flexibele mezzosopraan die een groot deel van het repertoire aankon, van bel cantocoloraturen, travestierollen tot de lyrische Franse heldinnen. Ze werd ook beschouwd als een uitstekend actrice.
Haar echtgenoot was Barry Thompson (gestorven in 2009), manager van de Vancouver Opera (1975-1978) en de Edmonton Opera Association.

## Plaatopnames
Huguette Tourangeau deed mee op verschillende plaatopnames naast Joan Sutherland, waaronder Les Huguenots (1969), Messiah (1969), Rigoletto (1971), Lucia di Lammermoor (1971), Les contes d'Hoffmann (1971), L'Oracolo (1973), Maria Stuarda (1974), L'oracolo (1975), Esclarmonde (1975), Le roi de Lahore (1979) en Rodelinda (1985). Ook nam ze Massenets Thérèse op met Gino Quilico (1974) en De Falla's El amor brujo onder Charles Dutoit.
- Bibsys: 3098829
- Biblioteca Nacional de España: XX1140068
- Bibliothèque nationale de France: cb13923359r (data)
- CiNii: DA08045771
- Gemeinsame Normdatei: 132691671
- International Standard Name Identifier: 0000 0001 1992 6135
- Library of Congress Control Number: n84220608
- Nationale Bibliotheek van Letland: 000095269
- MusicBrainz: d9bf52f0-c84d-40a5-859f-bc5eaeabc5e3
- Nationale Bibliotheek van Tsjechië: mzk2005273073
- Nationale bibliotheek van Australië: 36098077
- Nationale Bibliotheek van Israël: 987007452315405171
- Nationale Bibliotheek van Polen: a0000003185456
- Nationale en Universitaire bibliotheek Zagreb: 000045060
- Nederlandse Thesaurus van Auteursnamen: 108901351
- Réseau des bibliothèques de Suisse occidentale: 02-A003907176
- Système universitaire de documentation: 081715501
- Trove: 1211960
- Virtual International Authority File: 113606769
- WorldCat: E39PBJxMpPKvxPyGtK3pXyWdQq